# Rocca di Neto
Rocca di Neto ist eine süditalienische Gemeinde (comune) mit 5315 Einwohnern (Stand 31. Dezember 2023) in der Provinz Crotone in Kalabrien. Die Gemeinde liegt etwa 16 Kilometer nordwestlich von Crotone am Neto, der südlich die Gemeindegrenze bildet. Rocca di Neto liegt am Parco nazionale della Sila.

## Verkehr
Südlich der Gemeinde verläuft die Staatsstraße 107, die hier zugleich als Europastraße 846 nach Crotone führt.